# Сміх (книга)
Сміх: есе про сенс комедії (фр. Le Rire: essai sur la signification du comique) — робота філософа Анрі Бергсона, опублікована 1 травня 1900 року.

## Історія
Три есеї були вперше опубліковані у французькому часописі «Revue de Paris». Книга вийшла друком у 1924 році у видавництві «Alcan». У 1959 році вона була перевидана французьким видавництвом «Presses Universitaires de France» з нагоди сотої річниці від дня народження Берґсона.
У передмові, опублікованій 1900 року, але забороненій 1924 року, Берґсон пояснює, що цими трьома статтями він хотів дослідити сміх, особливо сміх, викликаний комічним, і визначити основні категорії комічних ситуацій, встановити закони комічного. Він також додав список робіт і досліджень про сміх і комічне.
У передмові, написаній у 1924 році на заміну початкової передмови, Берґсон пояснює, що його метод є абсолютно новим, оскільки полягає у визначенні процесу комічного, а не в аналізі наслідків комічного. Він уточнює, що його метод не суперечить результатам іншого, але припускає, що він є більш суворим з наукового погляду. Він додає більшу бібліографію.

## Зміст

### Розділ І. Комедія взагалі
У першому розділі Берґсон робить три спостереження про сміх:
- Немає комедії поза тим, що є власне людським. Пейзаж ніколи не буває смішним. Тварина смішна, коли вона демонструє людське ставлення або вираз обличчя.
- Сміх завжди супроводжується нечутливістю або байдужістю: «це миттєва анестезія серця, під час якої емоції або прихильність відкладаються вбік; він звернений до чистого інтелекту».
- Сміх має соціальне значення: він повинен відповідати певним вимогам суспільного життя, оскільки сміх — це завжди сміх групи. «Комічний — це персонаж, який автоматично йде своїм шляхом, не намагаючись контактувати з іншими. Сміх існує для того, щоб виправити його відволікання і витягнути його зі сну […] Завжди трохи принизливий для людини, яка є його об'єктом, сміх насправді є своєрідним соціальним знущанням». В результаті, на думку Бергсона, «комічне народжується, здається, тоді, коли люди, зібрані в групу, всі спрямовують свою увагу на одного з них, приглушуючи свою чуттєвість і вправляючись лише в інтелекті».

Він підсумовує свою тезу так: «Комічне — це будь-яке розташування вчинків і подій, яке дає нам, вставлене одне в інше, ілюзію життя і чітке відчуття механічного розташування».

### Розділ II. Ситуаційна комедія та комедія слів
Бергсон визначає комедію як «гру, що імітує життя». Комедійні ситуації створюються «на ниточках», які в дорослому віці, за загальним визнанням, тонші, ніж у дитинстві.
Перше джерело ситуативної комедії — повторення. Його можна виразити механічно: ми сміємося з чорта, який вилазить з коробки, тому що його пружина означає, що коли його відштовхнути, він швидко розгортається знову. Цей вид повторення також зустрічається в гільйошах, коли комісара б'ють кийком, він зводиться на ноги і тут же розплющується кийком. Цей повтор може бути вербальним, як у «Уявній хворобі», коли М. Пургон виливає на Аргана список хвороб: «і щоразу, коли Арган підводиться з крісла, ніби для того, щоб закрити рота Пургону, ми бачимо, як він на мить вислизає […], а потім, наче підштовхнутий пружиною, повертається на сцену з новим прокляттям».
Смішна природа комедії повторення парадоксальна, адже «повторення слова саме по собі не є смішним». Нас смішить те, що повторення символізує «гру кота з мишею»: існує опозиція між стисненим почуттям, яке розслабляється, та ідеєю, яка знову стискається. У «Тартюфі», наприклад, коли Доріна розповідає Оргону про хворобу своєї дружини, він кілька разів перебиває її, щоб запитати: «А Тартюф?».
Другим джерелом ситуативної комедії є маріонетка. Це ситуації, в яких «персонаж думає, що він говорить і діє вільно […], коли, якщо подивитися з одного боку, він виявляється просто іграшкою в руках іншого, який ним забавляється». Цей тип комедії особливо присутній у «Фурберах Скапена», де Скапен каже: «Це небо заманює їх у мої тенета». Відсутність свободи здається нам смішною, бо «вся серйозність життя походить від нашої свободи».
Третє джерело — це «ефект снігової кулі». Це накопичення, спіраль мимовільних дій. Те, що розум запам'ятовує найкраще, — це «шаблон комбінації». Це, наприклад, форма карткового будиночка, «старанно складеного разом», де струс одного компонента змушує другий вібрувати, третій — хитатися, а решту — руйнуватися. Берґсон наводить приклад «Дон Кіхота», в якому мушкетер б'є Санчо Пансу, той б'є Маріторна, на якого падає трактирник, і так далі.
Філософ зазначає, що ситуація стає ще смішнішою, коли ефект снігової кулі зрештою коригується, тобто коли його рух стає не прямолінійним, а круговим. Дійсно, «пройти довгий шлях, щоб повернутися, не знаючи цього, до вихідної точки, означає докласти великих зусиль без жодного результату», і це викликає у нас сміх. Герберт Спенсер стверджував, що сміх — це «показник зусилля, яке раптово наштовхується на порожнечу», а Кант казав, що «сміх походить від очікування, яке раптово перетворюється на ніщо».
Четверте джерело — це повторення сцени, тобто сукупність обставин. Бергсон наводить приклад з повсякденного життя: "Одного разу я зустрічаю на вулиці друга, якого давно не бачив; у цій ситуації немає нічого комічного. Але якщо того ж дня я зустрічаю його знову, і втретє, і вчетверте, ми разом сміємося з цього «збігу обставин». У «L'École des femmes» Мольєра використовується така комічна стратегія: спочатку Горацій розповідає Арнольфу, що він вигадав, щоб обдурити опікуна Аньєс, який виявляється самим Арнольфом; потім Арнольф думає, що він натягнув на нього ковдру; нарешті, Аньєс обертає обережність Арнольфа на користь Горація.
Комічний вимір повторення сцени може посилюватися, коли повторювані сцени виконуються різними соціальними групами; наприклад, спочатку майстрами, а потім слугами.
П'яте джерело — інверсія. Це комедійна стратегія «обдуреного хама» або «обкраденого злодія». Наприклад, у «La Farce du cuvier» дружина вимагає, щоб чоловік виконував усю хатню роботу; вона записала деталі на аркуші паперу. Але вона падає у чан, а чоловік відмовляється їй допомагати, тому що цього не вказано на аркуші.
Шостий — «інтерференція серій», коли ситуація «належить одночасно до двох абсолютно незалежних серій подій і може бути інтерпретована в один і той же час у двох абсолютно різних напрямках». Quid pro quo є одним із прикладів.

### Розділ III. Комедія характерів
Кожен характер комічний за умови, що під характером мається на увазі те, що вже закладено в людині, тобто те, що знаходиться в ній у стані вже встановленого механізму, здатного функціонувати автоматично. Тому метою великої комедії є зображення характерів, загальних типів. Персонаж у комедії постає комічним, власне, тоді, коли він виявляє певну психологічну, етичну і поведінкову ригідність, коли він діє за усталеними шаблонами поведінки, за автоматизмами, які приводять його до зіткнення з навколишнім світом. Особливість п'єси полягає в тому, що ригідність персонажів показана так, ніби вони є заздалегідь визначеними шаблонами поведінки, в які вони вписуються зовні, не зачіпаючи при цьому своєї глибинної індивідуальності. Це не особистості, а стереотипи, типи, саме характери. У цьому полягає фундаментальна відмінність між драмою і комедією: герої трагедій — це завжди індивідуальності, наділені глибиною і складністю граней, що робить їх неповторними. У комедії ж персонажі діють суто механічно, з зовнішнім автоматизмом, вони схожі на маріонеток. Однією з найефективніших форм комедії є, власне, та, що випливає із зображення людини як рухливої маріонетки в руках пороку, ідеї чи, якщо хочете, більш хитрого індивіда. Не випадково назви трагедій часто є власними іменами, тоді як комедії здебільшого носять загальні імена.
Комедія, як і інші види мистецтва, дає нам знання про світ, які не може запропонувати просте повсякденне життя. Однак, на відміну від інших видів мистецтва, вона не призупиняє радикально вимоги життя. Свідомо чи несвідомо, воно продовжує переслідувати певну форму корисності: воно хоче виправити ригідність суспільства, автоматизм дій. Для цього він конструює типи. Він не прагне до чистих індивідуальностей, як інші види мистецтва, а до стереотипів, які він конструює по частинах, узагальнюючи. Він спостерігає і узагальнює. Не приховує бажання коригувати. Він виконує незамінну функцію для людського життя.

## Український переклад
- Анрі Бергсон: Сміх. — Київ: Дух і Літера, 1994.